# Jerzy Herniczek
Jerzy Antoni Ignacy Herniczek (ur. 17 stycznia 1894 w Zakrzewie, zginął na Pradze we wrześniu 1939) – polski dziennikarz, działacz społeczno-polityczny.

## Życiorys
Urodził się w rodzinie właściciela ziemskiego Jana i Zofii z domu Jelec. Posiadał średnie wykształcenie. Wyjechał z Lublina w listopadzie 1919 i po przyjeździe do Poznania zajął się pracą dziennikarską w redakcji „Kuriera Poznańskiego” w którym był na początku swojej pracy kierownikiem działu sportowego i wiadomości potocznych, a w późniejszym okresie kierował działem spraw politycznych. W 1922 opublikował w „Orędowniku” recenzje teatralne. Był jednym z najbardziej płodnych recenzentów w Poznaniu. W Wielkopolsce udzielał się w polityce od 1926. Wchodził w skład poznańskiego Komitetu Wojewódzkiego Organizacji Obrony Państwa, którą wymierzono przeciwko zamachowi majowemu Piłsudskiego. Organizował Obozu Wielkiej Polski w województwie poznańskim. W Poznaniu w Komitecie Młodych Dzielnicy Zachodniej był w jego kierownictwie oraz wchodził do Zarządu Wojewódzkiego Stronnictwa Narodowego w latach 1931-1935. W Poznaniu od 1931 prezes Koła SN Poznań–Śródmieście, a przewodniczący Zarządu Grodzkiego SN od 1932 do kwietnia 1936, ale (związany z grupą Mariana Seydy) po walkach frakcyjnych ustąpił ze stanowiska. Był również w mieście uczestnikiem akcji wyborczych do parlamentu i rady miejskiej, a w 1933 z listy SN wybrany komisarzem wyborczym. Zasiadał we władzach wielkopolskiego Towarzystwa Gimnastycznego „Sokół”, oraz na kursach urządzanych przez towarzystwo był wybierany na radnego i wykładowcę. Działał w Syndykacie Dziennikarzy Wielkopolskich. Zaprzestał działalności politycznej po 1936. Pracował w „Kurierze Poznańskim” do wybuchu wojny, a przed wkroczeniem Niemców do miasta wyjechał do Warszawy. Zginął na Pradze we wrześniu 1939 od wybuchu bomby lotniczej. Pochowany na cmentarzu Bródnowskim w Warszawie (kwatera 28H-6-27).

## Tłumaczenia
Georges Clemenceau, Blaski i nędze zwycięstwa, Poznań 1930